# Margit Siberg
Stina Margit Siberg, född 21 maj 1900 i Växjö, död 17 december 1984 i Göteborg, var en svensk tandläkare, författare och målare.
Hon var dotter till rektorn Johan Bergqvist och Alida Holsten och gift 1921–1926 med juristen Alvar Thorburn och andra gången 1928–1955 med tandläkaren Ald Siberg. Hon drömde som ung om att bli konstnär men efter studentexamen 1920 utbildade hon sig till tandläkare med avlagd examen 1926. Hon arbetade under flera år i Göteborgs stads tandpolikliniker och när hennes konstintresse väcktes till liv i mitten av 1930-talet bestämde hon sig för att studera konst. Hon var elev till Tor Bjurström 1938–1944, Nils Nilsson 1946–1947 och skulptören Sten Teodorsson. Separat ställde hon ut på Galleri Aveny i Göteborg 1952 och tillsammans med Peter Norrman på Galleri Brinken i Stockholm samt tillsammans med Brita Hanson och Anna-Lisa Bringfelt på Värmlands museum i Karlstad 1959. Hon medverkade i Göteborgs konstförenings Decemberutställningar på Göteborgs konsthall. Som författare gav hon ut ett par diktsamlingar försedda med egna omslagsvinjetter.